# Ormiophasia busckii
Ormiophasia busckii är en tvåvingeart som beskrevs av Townsend 1919. Ormiophasia busckii ingår i släktet Ormiophasia och familjen parasitflugor.
Artens utbredningsområde är Panama. Inga underarter finns listade i Catalogue of Life.